# Zhongping, Sichuan
Zhongping (kinesiska: 中坪乡, 中坪) är en socken i Kina. Den ligger i provinsen Sichuan, i den sydvästra delen av landet, omkring 380 kilometer öster om provinshuvudstaden Chengdu. Antalet invånare är 4 275. Befolkningen består av 2 100 kvinnor och 2 175 män. Barn under 15 år utgör 25,0 %, vuxna 15-64 år 57 %, och äldre över 65 år 16,0 %.
Genomsnittlig årsnederbörd är 1 660 millimeter. Den regnigaste månaden är september, med i genomsnitt 325 mm nederbörd, och den torraste är december, med 10 mm nederbörd.